# Курцвейль, Ярослав
Ярослав Курцвейль (англ. Jaroslav Kurzweil, 7 мая 1926, Прага, Первая Чехословацкая республика — 17 марта 2022) — чехословацкий и чешский математик, специалист по теории обыкновенных дифференциальных уравнений, один из авторов интеграла Курцвейля — Хенстока.

## Биография
Ярослав Курцвейль родился 7 мая 1926 года в Праге. В 1945 году он окончил среднюю школу. После этого изучал математику и физику на факультете естественных наук Карлова университета, окончив его в 1949 году. После окончания университета, в 1949—1951 годах, работал ассистентом в отделе математики и начертательной геометрии Чешского технического университета в Праге. В 1950 году, защитив в Карловом университете дипломную работу, посвящённую метрической теории диофантовых приближений, Курцвейль получил степень магистра (RNDr.).
В июле 1951 года Ярослав Курцвейль стал аспирантом Центрального математического института (c 1953 года — Математический институт Чехословацкой академии наук), его научным руководителем был Войтех Ярник. В 1953 году Курцвейль провёл несколько месяцев в Познани, работая в группе Владислава Орлича. В начале 1954 года Курцвейль стал сотрудником Математического института, а в 1955 году получил степень кандидата наук и был назначен руководителем Отдела обыкновенных дифференциальных уравнений Математического института.
В 1958 году Курцвейль получил степень доктора наук, в 1964 году он был назначен членом научного совета по математике Чехословацкой академии наук, в 1966 году получил должность профессора, а в 1968 году был избран членом-корреспондентом Чехословацкой академии наук. В 1968—1969 годах Курцвейль работал приглашённым профессором в Уорикском университете в Великобритании. В 1984 году он был назначен руководителем Отделения математического анализа Математического института Чехословацкой академии наук, а в 1989 году он был избран действительным членом Чехословацкой академии наук.

## Научные результаты
Основные научные результаты Ярослава Курцвейля связаны с развитием теории дифференциальных уравнений. Он является одним из создателей нового подхода к интегрированию дифференциальных уравнений. В частности, он является одним из авторов интеграла Курцвейля — Хенстока, впервые рассмотренного в опубликованной в 1957 году статье «Обобщённые обыкновенные дифференциальные уравнения и непрерывная зависимость от параметра» (англ. Generalized ordinary differential equations and continuous dependence on a parameter).
Курцвейль также внёс значительный вклад в развитие метрической теории диофантовых приближений, геометрии банаховых пространств, теории стабильности дифференциальных уравнений, теории дифференциальных включений, теории управления, теории инвариантных многообразий и теории уравнений в функциональных производных.

## Награды, премии и почётные звания
- Государственная премия имени Клемента Готвальда[чеш.] (1964)[2]
- Почётный иностранный член Эдинбургского королевского общества (1978)[2]
- Действительный член Чехословацкой академии наук[чеш.]* (1989)[4]
- Медаль «За заслуги» 1-й степени (1997)[4].
- Почётный доктор Масарикова университета (2001)[5].
- Национальная премия «Чешская голова[чеш.]» (2006)[4][6].

## Некоторые публикации

### Книги
- J. Kurzweil. Nichtabsolut konvergente Integrale. —  Teubner Verlag, Leipzig, 1980. — 184 S. — (Teubner-Texte zur Mathematik, Bd. 26)
- J. Kurzweil. Ordinary differential equations: Introduction to the theory of ordinary differential equations in the real domain. —  Elsevier, Amsterdam, 1986. — 440 p. — (Studies in Applied Mathematics, v. 13). — ISBN 978-0-444-99509-4
- J. Kurzweil. Henstock-Kurzweil integration: its relation to topological vector spaces. —  World Scientific, Singapore, 2000. — 144 p. — (Series in Real Analysis, v. 7). — ISBN 978-981-02-4207-7 — doi:10.1142/4333
- J. Kurzweil. Integration between the Lebesgue integral and the Henstock-Kurzweil integral. —  World Scientific, Singapore, 2002. — 148 p. — (Series in Real Analysis, v. 8). — ISBN 978-981-238-046-3 — doi:10.1142/5005
- J. Kurzweil. Generalized ordinary differential equations: Not absolutely continuous solutions. —  World Scientific, Singapore, 2012. — 208 p. — (Series in Real Analysis, v. 11). — ISBN 978-981-4324-02-1 — doi:10.1142/7907

### Статьи
- J. Kurzweil. A contribution to the metric theory of Diophantine approximations, Czechoslovak Mathematical Journal, 1951, v. 7, No. 3, p. 149—178
- J. Kurzweil. A characterization of analytic operations in real Banach spaces, Studia Mathematica, 1953, v. 14, No. 1, p. 82—83, doi:10.4064/sm-14-1-82-83
- J. Kurzweil. On approximation in real Banach spaces, Studia Mathematica, 1954, v. 14, No. 2, p. 214—231, doi:10.4064/sm-14-2-214-231
- J. Kurzweil. Generalized ordinary differential equations and continuous dependence on a parameter, Czechoslovak Mathematical Journal, 1957, v. 7, No. 3, p. 418—449